# 2015년 12월 19일 대한민국 민중총궐기

2015년 12월 19일 대한민국 민중총궐기의 집회행사 포스터

2015년 12월 19일 대한민국 민중총궐기 (2015年 12月 19日 大韓民國 民衆總蹶起) 또는 통칭 제3차 민중총궐기는 2015년 12월 19일 오후 3시 경에 열려, 오후 6시 30분 경에 종료된,2차 민중총궐기를 잇는 시위로, 2차 민중총궐기에 이어 민중총궐기 투쟁본부가 3차에 걸쳐 주최한 민중총궐기 시위이다. 전국민주노동조합총연맹 한상균 위원장의 구속영장이 발부된 가운데, 12월 16일 총파업과 함께 시행되었다.
3차 민중총궐기에는 전국민주노동조합총연맹 등 노동계 뿐만 아니라 전국농민회총연맹 과 같은 농민단체, 시민단체 등이 참여할 것으로 예정되어 있었다.또한, 실제로 기타 53개의 진보주의 단체들이 참여하였다.
한편, 정부와 경찰은 집회 이전에 한상균 위원장에 대한 구속으로 민주노총이 일단 동력을 상실했다고 판단, 1차 민중총궐기나 2차 민중총궐기 때보다 파급력이 약할 것으로 예상하고 있었으며,실제로 1차 민중총궐기나 2차 민중총궐기 보다 훨씬 적은 수가 참여하였다.
핵심 의제는 마찬가지로 노동개악 저지, 백남기 농민 쾌유기원, 공안탄압 분쇄, 세월호 진상규명, 역사교과서 국정화 반대 등이다.
또한, 이번 3차 민중총궐기는 1차 민중총궐기에 대한 소요죄 적용을 비판하고자 하는 취지로 광화문광장에서 "소요 문화제"라는 이름으로, 문화제 형식으로 개최되었으며, 참여자들은 악기나 가재도구 등 소리가 크게 나는 물건을 들고 참가하여 소란스럽고 요란한 문화제를 연출할 계획이고 "요란하게 보이는 가면이나 복장"으로 참여할 예정이었다. 참고로, 여기서 "소요"의 의미는 ‘소’란하고 ‘요’란한 집회의 줄임말이며,문화제 이후 오후 4시 30분 부터에는 2차 민중총궐기 때와 같이 "노동개악 저지! 백남기 농민 쾌유기원! 박근혜 정권 퇴진! 민중총궐기 대행진"이 이어지며, 행진 구간은 종각과 종로5가를 거쳐 대학로까지이고, 현재는 문화제와 행진 모두 법적 신고와 승인절차를 마친 상태이다.
이번 3차 민중총궐기 집회 참가자들은 결의문에서, "이 정권은 2천만 노동자의 생존권을 지키려한 한 위원장을 체포하고 얼토당토 않는 ‘소요죄’를 적용하겠다고 날뛰고 있다. 급기야 이제는 집회 자체를 원천 봉쇄하기 위한 마구잡이 집회 금지까지 남발하며 민주주의의 근간을 흔들고 있다”, “그렇다면 우리가 돌려줄 것은 더 강력한 투쟁과, 더 많은 결집과, 중단 없는 투쟁 뿐이다” 라고 선언하였다.또, 민중총궐기 주최 단체인 민중총궐기 투쟁본부는 선언문을 통해 "경제민주화는 취임 6개월 만에 시늉만 하다 파기되었고, 수많았던 복지 공약들은 축소, 후퇴, 폐기됐으며 '해고요건 강화'와 '비정규직 차별 해소'는 고사하고 '쉬운 해고'와 '전국민의 비정규직화'를 골자로 하는 노동 개악만이 강행되고 있다"고 비판하였고,박근혜 정부 3년에 대하여 열렬히 비판하기도 하였다.
또한, 이번에 열린 3차 민중총궐기 집회 때에는 여러 예술가들이 대통령과 정권을 풍자하기 위하여 빨간 한복을 입고 무당 컨셉으로 시위에 임하기도 하였다.
또 이번 3차 민중총궐기 집회에는 2차 민중총궐기 때와 같이 가면을 착용한 참가자들도 있었는데,참여자들은 고릴라 가면을 쓰거나, 빨간색 마녀 모자를 쓰는 등 이색가면을 착용하여 참가하기도 하였고, 또 부부젤라와 호루라기를 불고 심지어 냄비 뚜껑을 두들기며 소란스러운 분위기를 연출하기도 하였다.
또한, 이번 3차 민중총궐기 집회는 최종적으로 일부 참가자들이 간혹 정치 구호를 외치기도 했지만, 경찰 출동이나 과격한 구호 없이 평화롭게 마무리되었다는 평가가 있으며,기타 아무런 충돌이 없이 평화적으로 해산하였다.또한, 이번 3차 민중총궐기 행진 당시 시위대들은, 경찰 측이 조성한 폴리스라인을 따라서 평화적으로 행진하였다. 그러나, 3차 민중총궐기 행진 행렬이 종로5가 사거리에 도착한 오후 5시 40분께, 경찰 측이 시민들의 불편을 이유로 행진을 5분여 동안 중단 시켰으며, 이 과정에서 민주노총 참가자들은 도로에 눌러 앉으며 경찰의 통제에 대해 강하게 항의하기도 했지만, 이내 곧 경찰이 막았던 통제를 풀면서 박수가 나오기도 하였다.또한, 3차 민중총궐기 행사 도중 민중총궐기 주최 측은 경찰이 일반 시민 통행로 확보를 위해 설치한 폴리스라인을 놓고, “경찰이 자진 철거하지 않으면 우리가 철거하겠다”고 말하기도 해 잠시 긴장감이 돌기도 했지만, 금방 진정되어 경찰과 충돌하는 상황까지는 벌어지지 않았다.
또, 이번 3차 민중총궐기 집회 실제 집회 현장에는, 비평화적이고 폭력적인 분위기보다 음악공연, 일인시위, 정책반대 투표와 같은 평화롭고 자유로운 방식으로 자신의 의사를 전하려는 사람들이 많았으며, 집회에 참여한 여러 시민들은 "특별히 노동문제에 관심이 있었다기보다는 시국이 어수선하게 돌아가고 민주주의가 말살되고 있다고 느껴져 힘을 실어주기 위해 가족과 함께 나왔다", "보도되는 것처럼 폭력적인 부분도 없고 노래 부르고 이야기하는 분위기라 편안한 마음이다",  "여기 광장이 세월호부터 노동문화제 역사교과서 국정화 반대 등 최근 사회정치문제를 이야기하는 사람들로 가득 하다. 노동문화제 참가하러 왔지만 세월호 사인도 하고 이야기도 나누고 돌아보고 있다", "집회에 나와 보면 이 사람들이 우리와 다르지 않다는 걸 알 수 있으리라 생각한다. 사람들이 직접 자기 눈으로 보고 판단하면 좋겠다"라고 이야기 하기도 하였다.
그러나, 이날 집회 참가자들은 문화제가 정치적으로 번지는 것을 피하기 위해 대형 현수막이나 깃발 사용을 최소화하는 등의 사전 행동을 하였으나, 민중총궐기 종료 이후 서울지방경찰청은 3차 민중총궐기 집회를 정치적 목적이 담긴 불법시위로서, "순수 문화제"가 아닌 "불법 집회"라며 주최 측과 주요 가담자에게 사법처리를 하겠다고 발표하였다.또한, 당시 집회 참가자들은 정치적 구호를 외칠 경우 불법집회로 간주하는 경찰의 관행을 조롱하듯 대회 중간중간 사회자가 ‘노동개악은’ 이라고 질문을 하면 참가자들이 ‘반대’라고 세 번 크게 답을 외치는 식으로 진행하며 “우리는 절대 구호를 외치지 않았다”고 주장하기도 하였다.
또한, 민중총궐기 투쟁본부는 "박근혜 정권이 노동개악을 강행한다면 민주노총의 총파업과 함께 전면적인 대중 투쟁과 4차 민중총궐기를 통해 정권 심판 투쟁에 나설 것"이라며, "살인진압 책임자를 처벌하고 박근혜 대통령이 무릎 꿇고 사죄할 때까지 투쟁을 멈추지 않겠다"고 발표하였다.

## 배경
3차 민중총궐기는 2차 민중총궐기 진행 중 당시, 민중총궐기 투쟁본부 측이 발표하였으며, 이들은 “박근혜정권 반민주주의 반민생 반평화에 맞서 더 투쟁을 하자. 1,2차 성과를 모아 전국으로 확산해나가자. 19일 대규모 3차 민중총궐기도 국민행동으로 전개하고 노동개악 강행에 맞서 투쟁을 지속해나가자”며 “같이 힘을 모아 백남기 농민을 살려내고 박근혜정권을 퇴진시키기 위해 끝까지 투쟁해나가자”고 밝혔으며, 다시 대규모 집회를 약속하였다.
이들은 또한 1차 민중총궐기 당시의 경찰 과잉 진압과 박근혜 정부의 공안 탄압, 박근혜 정부의 노동개혁안 등에 대하여 비판하였으며, 박근혜 퇴진을 요구하면서 3차 민중총궐기를 예고하였으며, 전국에서 동시다발로 3차 민중총궐기 대회를 열것이라고 밝혔다.
또, 2015년 12월 7일, 새정치민주연합 이언주 원내대변인은 "2차 민중총궐기 집회를 토대로 오는 3차 민중총궐기 대회 또한 평화집회가 되기를 바란다"라고 입장을 밝혔다.
2015년 12월 13일, 전국민주노동조합총연맹은 3차 민중총궐기를 서울역광장에서 진행한다고 밝혔다.
또한, "강력한 대정부 투쟁"을 언급하였다.
2015년 12월 17일, 민중총궐기 투쟁본부는 서울특별시 광화문광장에서 기자회견을 열어, 본래 서울광장, 서울역광장에서 열기로 한 집회가 보수주의 단체들의 사전 신고로 인해 불허되자, 광화문광장으로 위치를 변경, "소요 문화제"로 진행할 것이며, 전국 동시 다발 개최는 다름이 없다고 밝혔다.
대한민국 경찰은 이에 대해, 혹 문화제가 불법 집회로 변질되거나, 정치적 구호를 외치거나 팻말을 드는 등 미신고 집회 형태로 진행될 경우, 즉각 해산 조치를 하고 불응하면 검거하는 등 엄정 대응하겠다고 밝혔다.
또, 대한민국 경찰 측은 사전에 이를 위해 혹 투쟁본부가 불법 차로점거나 행진 시도 등 문화제가 불법 집회로 변질시킬 경우를 대비하여 19일 광화문광장 주변에 60개 부대 5000여명의 경찰력을 대기시켜 만일의 사태에 대응할 예정이라고 밝혔으며,실제적으로는 73개 중대 5840여명을 광화문광장 인근 등 서울 곳곳에 배치하였고, 이 가운데는 행진을 관리하기 위한 교통관리인력 240여명도 포함되었다.
2015년 12월 18일, 3차 민중총궐기에 주한미군 "탄저균 반입" 사건에 대하여 항의하는 뜻으로, 반미주의적인 구호가 등장할 예정인것으로 밝혀졌으며,3차 민중총궐기 집회 당일에는 5.24 조치 해제를 주장하는 집회 참가자들도 있기도 하였다.
2015년 12월 18일, 새정치민주연합 김성주 대변인은 서면 브리핑을 내고 “수많은 시민과 노동자, 농민이 거리로 나선 이유는 하나” 라며 박근혜 정부가 소통의 정부로 거듭나기를 바란다고 입장을 표명하였다.
2015년 12월 19일, 3차 민중총궐기 집회의 사회는 김정열 전국여성농민회총연합 사무총장의 사회로 열렸으며, 김정열 사무총장은 무대에 술이 달린 모자와 선글라스를 끼고 올라 "정부가 집회 참가자들에게 소요죄라는 말도 안되는 죄목을 뒤집어씌우고 있다", "비록 집회는 불허됐지만 악기와 함성으로 더 뜨거운 집회를 만들자"고 말하였기도 하였다. 이날 집회 참가자들 역시 고양이 가면 등을 쓰거나 각자 부부젤라, 탬버린, 막대풍선 등 소리가 크게 나는 악기나 가재도구 등을 들고 나왔으며, 민중총궐기 주최 측은 이날 광장에 직접 손피켓을 만들 수 있는 부스를 준비하기도 하였다.
또, 2015년 12월 19일, 3차 민중총궐기 집회 당일, 경찰은 문화제부터 그 후에 이어진 행진까지 해산 방송을 내리지는 않아 별다른 충돌은 일어나지 않았지만, 총궐기 대회장 주변에서 소음을 측정하거나 인근 건물 옥상에서 망원렌즈 카메라로 채증하기도 하였으며, 또한 경찰 병력 10~15명 중 한 명 단위로 캡사이신 통을 등에 매고 있었기도 하였다.
또한 이번 12월 19일에 개최된 3차 민중총궐기 시위에서는, 요즘 들어 유행어가 된 "~ 전해라"플랜카드가 유난히 많이 보여서 주목을 받기도 하였다.
또한 이번 2015년 12월 19일 열린 3차 민중총궐기 집회에선, 구 통합진보당 강병기 전 비상대책위원장이 참여하기도 하였다.또한, 새정치민주연합 정청래 의원도 이번 3차 민중총궐기 집회에 참여하기도 하였다.

#### 금지 명령
또한 2015년 12월 14일, 대한민국 경찰이 3차 민중총궐기에 대하여 금지명령을 내렸다. 남대문경찰서는 1차 민중총궐기 주최 단체의 일부인 "민중의 힘"이라는 단체가 2015년 12월 19일, 서울시청 앞 서울광장과 서울역광장에서 열겠다고 신고한 집회에 대해 금지 통고를 했다고 밝혔으며, 그 이유는 보수주의 단체인 "고엽제전우회와 경우회 등의 단체가 "민중의 힘"보다 먼저 같은 시간, 장소에서 이미 집회를 열겠다고 신고해 집회 및 시위에 관한 법률에 따라 3차 민중총궐기 집회에 대하여 금지통고를 했다", 또한 "집회 참가 인원이 광장 수용 인원을 넘어 교통 불편이 예상된다"고 이유를 밝혔다.
또한, 민중총궐기 투쟁본부는 이에 대하여 "보수단체들이 신고한 집회는 명백히 3차 민중총궐기의 방해를 목적으로 하는, 헌법이 금지하는 집회 방해 목적의 집회"라고 주장하였다. 또 실제로, 3차 민중총궐기 집회 당일, 경우회 등 보수주의 단체들이 사전에 집회를 신고한 서울광장과 서울역에서는 아무런 집회가 열리지 않았으며 몇몇 보수주의 단체들이 당일 집회신고를 취소하기도 하였다. 또한, 재향경우회도 애초 신고했던 장소인 서울역광장이 아닌 광화문광장 동화면세점 앞에서 집회를 열기도 하였다.민중총궐기 주최측은 “이것은 보수단체의 집회 방해 용도였음이 드러난 것이며, 이런 치졸한 행위에 대해 법적 조치 등 모든 대응수단 강구할 것” 이라고 여기에 대해 입장을 표명하였다.

## 요구 사항
3차 민중총궐기 집회의 주요 요구사항은 1차 민중총궐기의 11대 요구안과 일치하다.

## 집회 과정
- 오후 3시 10분 : 3차 민중총궐기 집회 시작.
- 오후 4시 50분 : 광화문 광장 문화제 종료 후 행진 시작.
- 오후 6시 30분 : 서울대학교병원 앞 촛불문화제 후, ‘함께가자 우리 이길을’을 합창한 뒤, 집회 마무리 후 해산.

## 이동 경로
3차 민중총궐기 행진의 이동 경로는, 광화문광장에서 출발해 보신각을 거쳐 종로2가 ~ 종로5가를 통해 백남기 농민이 입원해 있는 서울대학교병원 후문이 있는 대학로까지 3.5km가량 행진, 청계남로→보신각→종로5가→이화R→마로니에공원 3.6km 거리를 행진할 예정이었으며,차로는 서울 태평로 파이낸스센터 빌딩 앞에서 보신각과 종로를 거쳐 대학로 마로니에 공원까지 2개 차로를 이용해 행진할 예정이었다.

## 평가 및 입장
- 김성국 이화여대 경영학과 교수는 "사실상 3차 총궐기 대회는 한 위원장 구명운동 일환으로 한다는 느낌 때문에 조직 이기주의가 연상될 수밖에 없다"며 "정당한 사법 절차와 국회 절차를 무시한 채 서둘러 총파업을 하는 모습도 자신들의 조급함과 이기적인 모습을 비추고 있어 국민의 지지를 받기 어려울 것", "집회의 권리는 무한대가 아니며, 공공의 이익에 반할 때는 제재받고 경우에 따라선 형사처벌까지 하는 것이 법의 테두리"라며 "지속적인 집회 때문에 서울시청 일대 소상공인들이 매출에 타격을 입고, 시민들이 서울광장·광화문광장을 통행하는데 큰 불편을 겪는 등 타인의 기본권까지 침해하고 있다"라고 입장을 표명하였다.[65]

- 최영우 노동행정연수원 교수는 "민주주의의 기본은 참여해서 요구를 하고 개선을 해나가는 것인데 민주노총은 노사정위원회 등 제도권 안의 논의기구에 참여하지도 않고 투쟁만 하고 있다"며 "민주노총이 주장하는 내용도 단순히 근로자 복지 차원이 아니라 '정권 퇴진' 등 정치적인 내용이 상당히 섞여 있어 여러 가지 측면에서 국민에게 공감을 주기 힘든 상황"이라고 분석하였다.[66]

- 정현찬 가톨릭농민회 회장은 서울대학교병원에서 열린 마무리 집회에서, “백남기 동지는 36일째 사투를 벌이고 있다. 또한 이 땅의 노동자들의 아픔을 안고 한상균 민주노총 위원장은 옥살이를 하고 있다. 이들은 이 땅의 농민을 노동자를 사랑한 죄밖에 없다.”고 주장하였다.[67] 또한 그는, “박근혜 정권은 국가권력에 의해 죽어가는 백남기 동지를 36일동안 내팽겨치면서 아무도 거들떠보지 않는다.”, “이제 우리 국민은 더 이상 참지 못한다. 박근혜는 즉시 사죄하고 강신명 경찰청장을 즉각 파면해야 한다.”고 주장하였다. 또한 그는 “노동개악을 하면 노동자들이 현장에서 쫓겨날 수밖에 없고, 그러면 죽을 수밖에 없기 때문에 한상균 위원장은 이를 저지하기 위해서 싸워왔던 것”이라며 즉각 한상균 민주노총 위원장을 석방하여야 한다고 주장하였다. 또한 그는 “이 땅의 주인인 국민을 우습게 보고, 죽어가는 농민을 그대로 방치하는 정권을 용서하지 말아야 한다.”, 떨쳐 일어나야 한다. 그렇지 않으면 또다시 국민을 무시할 것”, "내년 총선서 정권을 꼭 심판해야 한다."고 입장을 표명하였다.

- 백남기 씨의 둘째딸인 백민주화 씨는 “좋은 소식을 전해드릴 수 있었으면 좋았을텐데 아버지는 아직 누워 계신다. 밤에 여러분의 함성과 기원을 꼭 전달해 드릴 것”이라며 “아버지가 회복하는 그날까지, 대한민국 민주주의가 회복하는 그날까지 함께해주셨으면 좋겠다.”고 말했다.[68]

- 백남기 씨의 첫째 딸 백도라지 씨는 “책임을 져야할 사람은 아직도 사과하지 않고 있다. 지금 사람의 목숨이 경각에 달려있는데 아무도 나타나지 않고, 말도 안하고 있어 너무 억울하고 어이가 없다. 그래도 아빠가 일어나시길 바라고 많은 분들 기운 받아서 아빠가 꼭 일어나시리라고 믿는다.”고 말했다.[69]

- 박석운 민중의 힘 대표는, “일제에 의해 소요죄 유죄판결을 받은 유관순 열사는 모두가 투사로 기억한다. 반면 부마항쟁 시민들에 소요죄를 적용한 박정희는 심복에 살해되고, 광주시민들에게 소요죄를 적용한 전두환은 사형선고를 받았다”며 “저들이 아무리 친일을 미화하고 독재를 미화해도 역사는 결국 이렇게 가는 것” 이라고 입장을 표명하였다.[70]

- 이준석 전 새누리당 비상대책위원은, "본질에 해당되는 주장이 명료했느냐 하는 것에 대해서 지금 11가지 요구사항을 들었는데 복잡하다", "과거 광우병 시위 때처럼 단일화된 메시지가 나오기에는 애초에 어려운 것이 아니었나 하는 생각이 든다"고 말하였으며, 이어 이준석은 "한상균 위원장 같은 경우에는 공권력을 조롱하는 모습을 보이면서 여론도 과거와 다르게 안 좋아졌다", "메시지가 통일되지 않은 것은 시위 주도한 분들도 실책으로 생각하고 있을 것이다"라고 일침을 가하였기도 하였다.[71]

- 세월호 참사 희생자 유민양의 아버지 김영오 씨도 "경찰이 차벽을 치지않으니까 평화로운 집회가 된 것 같다", "폭력집회를 원하지 않는다"고 입장을 밝혔다.[72]

- 한상균 위원장 대행으로 나선 최종진 민주노총 수석 부위원장은 "200만원도 받지 못하는 비정규직이 절반이다. 이 땅의 노동자에게 미래가 있는가", "민주노총이 투쟁하는 투쟁에 함께해야 노동자의 생존권을 보장받을 수 있다"고 호소하였다.[73]

- 조덕희 전노련 의장은 "정당한 국민의 권리인 집회, 시위를 하겠다고 거리에 나선 사람을 차벽으로 막고 물대포를 발사해 농민을 죽게 만들었다. 또 다 죽어가고 있는 학생들을 차가운 물 속에 들어가 진심을 다해 구하고자 노력했던 민간 잠수사를 법으로 몰아 구속시키려 했다. 이 사람들이 역사적으로 범죄자"라고 주장하였으며, 또 조덕희 의장은 "국민을 불안하게 만들고 국민을 향해 공안 통치를 자행하는 자들이 소요죄에 해당하는 범죄자"라고 입장을 표명하였다.

- 최종진 민주노총 수석부위원장은 “정말로 정권이 미쳤다. 대통령이 제정신이 아니다”, “민주노총 지켜내고 함께 투쟁할 때 이 암흑의 정권에서 승리를 가져올 수 있다. 끝까지 함께 해달라”고 주장하였다.[74]

## 논란

### 시위 전
- 2015년 12월 17일, 3차 민중총궐기 개최 이틀 전, 민중총궐기 투쟁본부는 총궐기 위치를 광화문 광장으로 변경하였으며, 이들은 집회를 "소요 문화제"로 개최한다고 밝혔다. 이들은, 1차 민중총궐기에 소요죄를 적용하려는 정부에 대하여 반발하기 위한 의미와 목적으로 개최한다고 밝혔으며, 3차 민중총궐기 참가자들은 악기나 가재도구 등 소리가 크게 나는 물건을 들고 참가할 소란스럽고 요란한 문화제를 연출할 계획이다. 민중총궐기 투쟁본부는 이미 12월 11일, 서울특별시로부터 광화문광장 사용 허가를 받은 상태다.[75] 그러나, 확성기 등의 장비 사용 제한에 관한 조항이 존재하는데, 이 조항에서는 시위를 할 때 대통령령으로 정해진 소음기준인 80데시벨을 넘어 피해를 준다면 주최단체는 주변 기업이나 지역상인에게 배상을 해 주어야 하고, 또한 경찰이 임의로 사용 중지 조치를 내릴 수 있으며 경찰 당국의 시정요청을 따르지 않을 경우엔 6개월 이하 징역 또는 벌금 50만원 등의 법적 제재가 내려진다고 명시되어 있어 논란이 일 전망이다. 그러나, 도시중심부 평상시 생활 소음도 80 데시벨에 자주 육박하기 때문에, 이전에 이 기준에 대해서도 논란이 일었던 적이 있었다.[76]

### 시위 후
- 3차 민중총궐기 집회 종료 후, 서울지방경찰청은 이번에 열린 3차 민중총궐기 대회를 "문화제"아닌 "불법 집회"라며, 주최 측과 주요 가담자에 대하여 사법 처리를 하겠다고 발표하였으며, 그 이유는 집회신고를 하지 않은 채 서울시로부터 승인을 받아 소요문화제를 진행했지만, "정치성 구호가 적힌 플랜카드와 피켓 등이 사용됐으며, 현장 발언자 대부분이 정치적 발언을 했다"면서 미신고 불법집회 판단이유를 12월 19일 발표하였다.

대한민국 경찰은 또한, 행사의 전체적인 전개 양상 등을 비춰볼때 순수 문화제의 범위를 넘어서 "미신고 불법 집회를 개최한 것으로 판단된다"고 덧붙였으며, 또, 특이 발언자 중 "다른 어떤 집회보다도 더 뜨거운 집회로 만들려 한다"는 등 이날 행사를 "집회"로 규정짓기도 하였으며, 또 "행사에서 구호는 거의 나오지 않았지만 막판에 사회자가 “박근혜는 퇴진하라, 경찰청장 파면하라, 백남기 농민 살려내라”라고 선창했고, 소수 참석자가 이를 따라 했다."고 주장하였다.경찰은 발언자 등 주요 가담자를 집회 및 시위에 관한 법률 위반으로 입건할 방침이라고 이야기 하였으며, 그러나 현장 검거를 진행하지는 않을것이고 경찰 관계자는 또  "향후 소환 조사 등을 통해서 관련 혐의자에 대한 조치를 취할 것"이라며, 불법 집회로 판단됐을 뿐 현재 처벌 수위 등이 논의 된 것은 아니다"라고 덧붙였다.
또한 이에 대하여, 이번 3차 민중총궐기 집회가 합법이냐 불법이냐의 문제를 놓고 뜨거운 논란이 일 것으로 보인다.
그러나, "문화제"와 "집회"의 경계와 기준이 불분명하고, 미신고된 집회라는 이유로 무조건 형사처벌할 수 없다는 대법원의 판례가 있었으며, 대법원은 이전에 금지통고를 받은 집회 (2011년) 와 미신고 집회 (2012년)에 대해서 모두 “공공질서에 명백한 위험을 초래하지 않는다면 해산 명령에 불응했다는 이유로 처벌할 수 없다” 고 한 바가 존재하여, 3차 민중총궐기에 대한 경찰의 일방적 판단을 비판하는 여론도 존재한다.
- 3차 민중총궐기 진행 중 당시, 일베저장소에서 서울특별시가 광화문광장에 태극기를 설치하는 것이 불가하다고 한 것에 대한 항의의 취지로 일부 회원들이 태극기를 들고 3차 민중총궐기 문화제가 진행 중이던 광화문광장에 가서 1인 릴레이를 하는 도중, 3차 민중총궐기 집회 일부 참가자들이 이에 대하여 거친 욕설을 내뱉고, 1인 회원을 폭행하기도 하여서 경찰이 오기도 하였다. 이들은 또한, 태극기가 파시즘의 상징이라고 주장하기도 하였다.[81]

## 같이 보기
- 2015년 11월 대한민국 민중총궐기
- 2015년 12월 5일 대한민국 민중총궐기
- 헬조선